# ¡Viva la Gloria!
«¡Viva la Gloria!» es la cuarta canción del octavo disco de la banda Green Day para el disco 21st Century Breakdown.
En esta canción se nombra ya a los personajes, trata de dejar una duda sobre si en verdad existe una gloria más allá de la vida. También habla de un momento en que Gloria, le dice a Christian que no renuncie a sus ideales y que luche por sus sueños, ya que esa es la gloria.
La canción comienza con un solo de piano.
La canción también habla de que Gloria está embarazada de Christian, ella se asusta ya que ama demasiado a Christian que teme que la deje cuando se entere. Gloria huye de la ciudad para que Christian no lo descubra. Mientras tanto Christian cae en depresión porque Gloria se fue. También, Christian está preocupado porque sabe que Gloria está embarazada.
En un comienzo se pensó que sería el siguiente single del álbum, pero al final fue "Last Of The American Girls".
- Datos: Q6172279